# Tiemen Helperi Kimm
Tiemen Helperi Kimm (Augustinusga (gemeente Achtkarspelen), 27 september 1930 – Dalfsen, 16 januari 2017) was werkzaam in de tabaksverwerkende industrie in Nederland en actief voor het behoud van cultureel erfgoed in Groningen, onder andere als museumdirecteur.

## Biografie
Kimm werd in 1930 geboren in Agustinusga als zoon van het onderwijzersechtpaar Hindrik Helperi Kimm (1896-1971) en Sietske Jager (1896-1991). Na gymnasium bèta studeerde Kimm enkele jaren Nederlands recht in Groningen. Hij was vervolgens werkzaam op directieniveau in de tabaksverwerkende industrie en later als museumdirecteur. Tevens was hij actief bij restauraties en behoud van cultureel erfgoed in Groningen. Kimm woonde op verschillende adressen in stad en provincie Groningen en betrok in 1993 een woning van Stadsherstel in Amsterdam. Hij overleed begin 2017 in zijn tweede huis in Dalfsen en is daar ook begraven.

## Carrière
In 1955 trad Kimm in dienst bij tabaksproducent Theodorus Niemeyer in Groningen, waar hij opklom tot secretaris van de raad van bestuur. In 1981 gaf Kimm deze baan op, maar hij bleef in dienst van Niemeyer als conservator van het Niemeyer Tabaksmuseum, waarvan de collectie was ondergebracht in het Noordelijk Scheepvaartmuseum in Groningen, van welk museum hij tevens directeur werd. In de loop der jaren ontstond wrijving tussen het museumbestuur, dat de directeur van mismanagement beschuldigde, en Kimm, die het bestuur desinteresse in het museum verweet en voorts meende dat de beschikbaar gestelde financiën ontoereikend waren. Middels advocaten bereikten beide partijen eind 1989 overeenstemming over het vertrek van Kimm.

### Roken en gezondheid
In 1973 initieerde Kimm het stippenetiket op de verpakking van rookwaren, waaraan het teer- en nicotinegehalte kon worden afgeleid. Dit is de verre voorloper van de huidige, door de overheid verplicht gestelde waarschuwingen en foto’s op alle tabaksverpakkingen. Ook was hij de enige binnen de tabaksverwerkende industrie, die destijds met de arts dr. Lenze Meinsma (1923-2008), directeur van het Koningin Wilhelmina Fonds en leider van de ‘Actie Niet Roken’, op 25 september 1973 in de actualiteitenrubriek Hier en Nu van de toenmalige NCRV een televisiedebat voerde.

## Cultureel erfgoed provincie Groningen
Kimm initieerde in 1969 de schenking door Theodorus Niemeyer, bij gelegenheid van het 150-jarig bestaan van dit bedrijf, van het uit 1668 daterende Vrouw Fransensgasthuis aan de provincie Groningen. Het gasthuis werd in de ‘Oudheidkamer’ van Stichting Het Landbouwkundig, Oudheidkundig en Kunstminnend Museum Het Hoogeland in Warffum herbouwd in samenwerking met de Rijksdienst voor de Monumentenzorg. Tevens schonk Niemeyer op Kimms initiatief het uit de 14de eeuw daterende Gotisch Huis in de Groningse Brugstraat aan de gemeente, waarvan de restauratie in 1978 gereedkwam. Om voldoende ruimte te creëren voor de collectie van het Noordelijk Scheepvaartmuseum, werd het naastgelegen, uit de tweede helft van de 15e eeuw daterende Canterhuis erbij verworven, dat op de Monumentenlijst werd geplaatst. Na restauratie werd het gehele complex in 1982 definitief voor het publiek opengesteld. Het totale ontwerp was tot in details grotendeels het werk van Kimm en een zielsverwant, Diederik J.S. Perdok (1947-1980). Voorts was Kimm in 1977 betrokken bij de oprichting van de Stichting Het Woonhuismonument, die monumentale gebouwen in de provincie Groningen – in het bijzonder woonhuizen, boerderijen en fabrieken – restaureert.

## Restauraties
Kimm werkte mee aan de restauratie van de uit 1689 daterende kleine bakkerij in Middelstum, waarna er regelmatig officiële ontvangsten van de provincie Groningen werden gehouden. Rond 1980 restaureerde Kimm zelf in de stad Groningen het pand Oude Kijk in ’t Jatstraat 18, een uit de 17e eeuw overgebleven, in de lengte langs de straat gebouwd dwarshuis; datering van dit pand baseert zich op de Stadscaerte Groeningen (vogelvluchtkaart van Groningen, tweede uitgave) uit 1643 van Egbert Haubois (ca. 1610-1654). Beide zeventiende-eeuwse vertrekken in dit pand werden exact in stijl gerestaureerd door de plavuizen vloeren in ere te herstellen en de ooit verwijderde schouwen en bedsteden weer aan te brengen met originelen die elders in Nederland konden worden verworven. 
Door zijn bemoeienis met restauraties werd Kimm een verwoed verzamelaar van ‘volkskunst’ en legde daarvan een grote collectie aan, die uiteenliep van meubels tot houtsnijkunst, alsook typisch handwerk, zoals merklappen en knipprentkunst.

## Publicatie
In de slotfase van zijn leven werkte Kimm aan de bewijsvoering dat er een samenhang bestaat tussen de historiografie, de ontwikkeling van de talen en archeologische vondsten van Noordwest-Europa van het Romeinse Rijk en de eerste eeuwen daarna. Hij kon zich niet verenigen met geijkte visies binnen de geesteswetenschappen, noch met beschikbare vertalingen van velerlei klassieke teksten en de daarop gebaseerde conclusies. In wezen ging het hem om een andere manier van geschiedschrijving: meer en duidelijker stellingname op basis van bronteksten om tot meer waarheid te komen. Dit streven verlangde een nauwkeurige filologische benadering van bronteksten. In 2008 verscheen in eigen beheer Onder Roma, Ravenna en Roskilde. Het boek is beschikbaar in universiteitsbibliotheken in Nederland en in de Koninklijke Bibliotheek.